# Eduardo Poveda Rodríguez
Eduardo Poveda Rodríguez (Villanueva de Castellón, 25 settembre 1925 – Valencia, 3 marzo 1993) è stato un vescovo cattolico spagnolo.

## Biografia
Eduardo Poveda Rodríguez nacque a Villanueva de Castellón il 25 settembre 1925 ed era l'unico figlio di Eduardo Poveda Ripoli, un commerciante originario di Monóvar, e di Vicenta Rodríguez Marzal.

### Formazione e ministero sacerdotale
Frequentò la scuola elementare "D. Remigio Sanchis" e la scuola musicale della banda "Lira Castellonense" in cui suonava il clarinetto.
Il 15 novembre 1939 entrò nel seminario metropolitano di Valencia.
Il 2 maggio 1949 fu ordinato presbitero. In seguito fu formatore in seminario, vicario coadiutore a Turís, assistente ecclesiastico dei giovani universitari di Azione Cattolica e direttore spirituale del Collegio "Domus". Nel 1951 fu inviato in Belgio per studi. Nel 1953 conseguì la licenza in filosofia presso l'Università Cattolica di Lovanio con una tesi intitolata: La filosofía de Ortega y Gasset desde la "razón vital" hasta la "razón histórica". Tornato in patria venne nominato professore in seminario di diverse materie filosofiche: introduzione alla filosofia, teoria della conoscenza e storia della filosofia moderna e contemporanea. Le sue lezioni erano caratterizzate da semplicità, chiarezza e profondità. Tra i suoi alunni vi furono Antonio Cañizares Llovera, Manuel Ureña Pastor e José Vilaplana Blasco. Successivamente venne nominato delegato diocesano per il clero e direttore del convitto sacerdotale. Si occupò anche della formazione dei diaconi permanenti.

### Ministero episcopale
L'11 ottobre 1976 papa Paolo VI lo nominò vescovo di Zamora. Ricevette l'ordinazione episcopale il 21 ottobre successivo dall'arcivescovo Luigi Dadaglio, nunzio apostolico in Spagna, co-consacranti l'arcivescovo metropolita di Valencia José María García Lahiguera e quello di Valladolid José Delicado Baeza.
Il suo nuovo ufficio non mutò il suo carattere e il suo modo di essere. Rimase molto legato al suo paese natale e ogni anno celebrava la santa messa nel giorno del santo patrono, la Vergine Addolorata, che il 28 agosto 1987 incoronò solennemente.
In seno alla Conferenza episcopale spagnola fu membro della commissione per il clero, della commissione per la dottrina della fede e della commissione per i seminari e le università e presidente del comitato per la difesa della vita.
Il 17 ottobre 1991 papa Giovanni Paolo II accettò la sua rinuncia al governo pastorale della diocesi per motivi di salute. Aveva da poco terminato la visita ad limina. Il pontefice gli disse che "anche dalla croce e dalla malattia, serviamo la Chiesa".
Morì a Valencia il 3 marzo 1993 all'età di 67 anni. È sepolto ai piedi dell'altare della Virgen del Tránsito, nella chiesa del Corpus Domini a Zamora.

## Genealogia episcopale
La genealogia episcopale è:
- Cardinale Scipione Rebiba
- Cardinale Giulio Antonio Santori
- Cardinale Girolamo Bernerio, O.P.
- Arcivescovo Galeazzo Sanvitale
- Cardinale Ludovico Ludovisi
- Cardinale Luigi Caetani
- Cardinale Ulderico Carpegna
- Cardinale Paluzzo Paluzzi Altieri degli Albertoni
- Papa Benedetto XIII
- Papa Benedetto XIV
- Papa Clemente XIII
- Cardinale Marcantonio Colonna
- Cardinale Giacinto Sigismondo Gerdil, B.
- Cardinale Giulio Maria della Somaglia
- Cardinale Carlo Odescalchi, S.I.
- Cardinale Costantino Patrizi Naro
- Cardinale Lucido Maria Parocchi
- Papa Pio X
- Cardinale Gaetano De Lai
- Cardinale Raffaele Carlo Rossi, O.C.D.
- Cardinale Amleto Giovanni Cicognani
- Cardinale Luigi Dadaglio
- Vescovo Eduardo Poveda Rodríguez